# Йорданов, Тошко
Тошко Йорданов Хаджитодоров (болг. Тошко Йорданов Хаджитодоров) — болгарский сценарист и политик, депутат Народного собрания 45-х, 46-х и 47-х созывов.

## Биография
Тошко Йорданов родился 2 мая 1970 года в Ямболе. Имеет сестру Мими Йорданову, которая является актрисой-кукол.
Окончил Национальную высшую школу древних языков и культур в 1989 году, а также исторический факультет Софийского университета.
Как сценарист работал в телевизионных программах «Ку-ку» (1992—1994), «Каналето» (1995—1998), «Хъшове» (1998—2000) и в «Шоуто на Слави» (2000—2019). Вместе с Николаем Русакиевым написали большую часть песен для альбома Ку-Ку «Шат на патката главата».
Йорданов является сценаристом и главным редактором всех телеформатов, созданных «Седем-осми» — «Survivor BG», «Music Idol 1», «Dancing Stars 2», «Пей с мен», «Lord of the Chefs», «Младост 5», «Гласът на България», «България търси талант».
У Тошко Йорданова есть опубликованные статьи в газетах «24 часа» и «Труд».
В 2015 году вместе со Слави Трифоновым и его коллегами-сценаристами создал инициативный комитет по проведению всенародного референдума по изменению политической системы.
С 4 ноября 2019 года ведёт журналистское шоу «Студио Хъ» на телеканале 7/8.
Участвовал в создании политической партии «Есть такой народ» и после её создания был избран заместителем председателя партии.
Обладатель ежегодной премии тележурналистики «Святой Влас».